# ナラム・シン
ナラム・シン（Naram Sin、在位：紀元前2254頃 - 紀元前2218年頃）は、アッカド王朝の大王。大規模な遠征を繰り返しアッカド帝国の最大版図を築いたが、王朝が傾く原因をも作ったと後世みなされた。祖父のサルゴンと並んで、アッカド帝国史上最も有名な王であり、後代に数多くの伝説が作られた。またメソポタミア史上初めて自らを神とした王でもある。

## 在位年の問題
紀元前2254年 - 紀元前2218年という在位年は中年代説による。ナラム・シンはアッカドの王の中では史料に恵まれた王であるが、正確な在位年数を含めて定説はない状態であり、学者によって数十年から百年もの時期のずれがある（中年代説については年代学を参照）。

## 来歴
マニシュトゥシュの息子として生まれた。王位に即くまでの経緯は明らかではないが、サルゴン以上に盛んに遠征を行ったことが史料から明らかになっている。祖父サルゴンが征服した領土は、ナラム・シンの即位直後にはその多くが失われていたという説もある。しかし、彼はその治世の間にエラム地方や、アナトリア半島南東部、地中海地方（エブラ）に遠征を行ってアムル人を討ち、サルゴンを上回るアッカド史上最大の領土を築き上げた。彼が行った遠征は考古学史料が比較的残っており、サルゴンの遠征に比較して実証性が高い。こうした遠征を行うために国内各地に要塞を建築し、連絡網を築いた。
しかし、大幅に拡大した領土では反乱が相次いだ。記録によれば、領土各地で反乱が発生したために1年間に9回の戦闘を行ったという。この「1年間に9回の戦闘を行った」反乱は、恐らくシュメールなど帝国の中核地帯で発生した反乱と思われる。ナラム・シンは、この反乱の鎮圧成功を高らかに謳い上げ、以後碑文などに記す自分の名前に神を意味する発音しない限定符「ディンギル」を付けるようになる。
彼の死後、息子のシャル・カリ・シャッリが王位を継いだ。

## 四方領域の王
ナラム・シンはサルゴン以来用いてきた「世界の王」（シュメール語:Lugal kiš ki）に替えて、四方領域の王（シュメール語：Lugal kibratim arbaim）を名乗った。これは支配地が大幅に広がったことに対応して新たに作られた称号であると考えられる。またその後には自らを他の神々に依頼されてアッカドの神となったとし、文書類の自分の名前に神を意味する限定符を付けさせた。
この王の神格化は、彼以後のメソポタミアの王たちに引き継がれることになる。

## ナラム・シン伝説
祖父サルゴンと並んで彼に関する伝説がオリエントに長く残された。アガデ（アッカド）の王ナラム・シンがニップルのエンリル神殿を破壊したために、神々は怒り神罰として山の大蛇グティ人をアガデの地に送り込んだ。このためにアッカド王国は滅亡することになった、という説話が残される。他に、神託を無視したためにグティ人が送り込まれて兵士36万人が殺されたという説話もある。
総じてグティ人の侵入によるアッカド朝末期の混乱をナラム・シンと関連づけて、彼を王朝の破壊者として記述するものが多い。